# Berger belge Groenendael
Pour les articles homonymes, voir Groenendael.

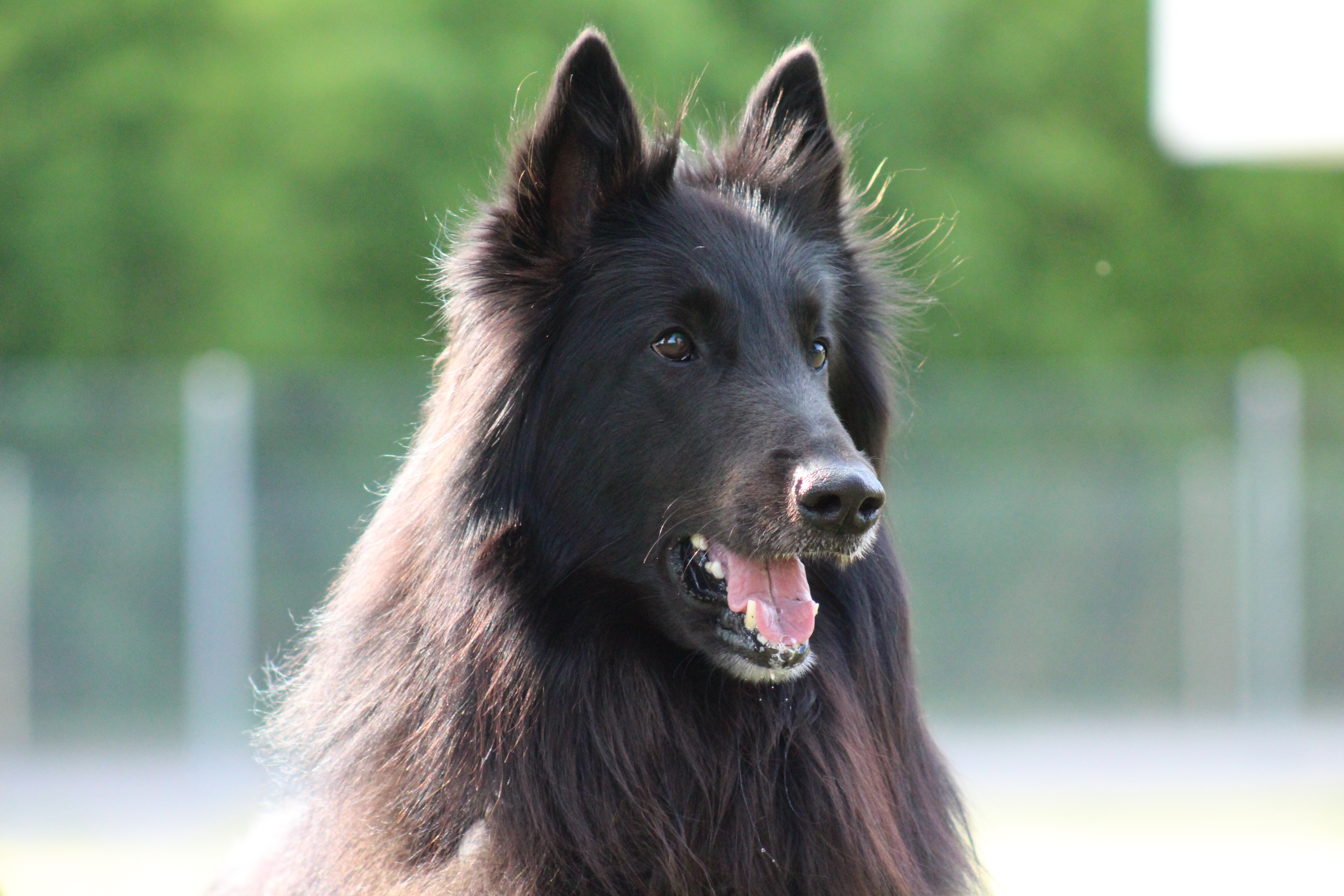
Chien de 4 ans

Le groenendael (parfois orthographié grœnendael) est une variété de chien de bergers belges née au début du XXe siècle. L'élevage a commencé par hasard vers 1890. Nicolas Rose, propriétaire du café restaurant « le Château de Groenendael », près de Bruxelles, éleva un chiot noir et obtint une femelle du même type. Ce couple fonda la race. C'est l'une des quatre variétés de la race bergers belges, les autres étant le Tervueren, le Laekenois et le plus connu, le Malinois.

## Description
Groupe 1 : Chiens de berger et de bouvier (sauf bouvier suisse)
Section 1 : Chiens de berger
- Taille : mâle environ 62 cm au garrot, femelle environ 58 cm au garrot ;  4 cm en + et 2 cm en - sont tolérés.
- Poids : mâle environ 25–30 kg, femelle environ  20–25 kg
- Poil et couleur : long et abondant surtout autour du cou et des cuisses.

Le noir zain est la seule couleur acceptée par le standard de la race.
De petites taches blanches non envahissantes sont tolérées au poitrail (étoile) et au bout des pattes.

## Caractère
Souvent vif et éveillé, le Groenendael est comme tous les chiens, un chien qui a besoin d'activité.  Certains sujets sont nerveux, comme d'autres bergers belges. C'est un chien doté d'un des meilleurs flairs du monde canin, son intelligence et sa rapidité d'action en font un chien très apprécié.

## Utilité
Au départ, c'est un chien de berger et de bouvier. Il est aujourd'hui apprécié pour la garde et la défense car il défend son maitre auquel il est très attaché, il est aussi un chien de compagnie très apprécié pour sa patience, cependant c'est un chien qui a du caractère et qui est très actif et ne convient donc pas à tous les propriétaires.

## Remarque
Aux États-Unis, le Groenendael est considéré comme une race à part entière, tout comme les trois autres variétés de berger belge, le Tervueren, le Malinois et le Laekenois.